# Sistema isolado
Na física e nas ciências naturais, um sistema isolado é aquele que não troca matéria e nem energia com o ambiente externo, sendo delimitado por uma fronteira completamente restritiva à troca de matéria, à variação de volume, e à transferência de calor. Não existe nenhum sistema prático conhecido que satisfaça com absoluta precisão estas condições, mas, na prática, consegue-se muito boas aproximações para os mesmos, ao longo intervalos de tempo suficientemente grandes mas entretanto ainda finitos. Cogita-se a hipótese de o Universo ser um sistema isolado.
Segundo a primeira lei da termodinâmica, em um sistema isolado a energia se conserva.
Segundo a segunda lei da termodinâmica, em um sistema isolado a entropia nunca decresce.
Uma boa tentativa de se criar um sistema isolado é encerra-lo em uma garrafa térmica. Através de um vácuo existente entre duas paredes do recipiente evita-se a transferência de calor por convecção e condução. Para evitar a transferência por irradiação, as faces internas e externas do recipiente são espelhadas. No entanto, o isolamento não chega a ser perfeito.
Abaixo um resumo com as diversas classificações dos sistemas físicos.
| Sistemas           | Matéria | Energia | Calor | Trabalho | Entropia | Volume |
| ------------------ | ------- | ------- | ----- | -------- | -------- | ------ |
| Sistema aberto     | Sim     | Sim     | Sim   | Sim      | Sim      | Sim    |
| Sistema fechado    | Não     | Sim     | Sim   | Sim      | Sim      | Sim    |
| Sistema isolado    | Não     | Não     | Não   | Não      | Não      | Não    |
| Sistema adiabático | Não     | Sim     | Não   | Sim      | Não      | Sim    |
| Sistema isocórico  | Não     | Sim     | Sim   | Não      | Sim      | Não    |